# Heterolobus aeneus
Heterolobus aeneus là một loài bọ cánh cứng trong họ Anthicidae. Loài này được Phillipi miêu tả khoa học năm 1864.